# Лідін-Тіклс
Лідін-Тіклс (англ. Leading Tickles) — містечко в Канаді, у провінції Ньюфаундленд і Лабрадор.

## Населення
За даними перепису 2016 року, містечко нараховувало 292 особи, показавши скорочення на 13,4%, порівняно з 2011-м роком. Середня густина населення становила 10,9 осіб/км².
З офіційних мов обидвома одночасно володіли 5 жителів, тільки англійською — 285. Усього 5 осіб вважали рідною мовою не одну з офіційних.
Працездатне населення становило 65,1% усього населення, рівень безробіття — 51,2% (56,5% серед чоловіків та 47,1% серед жінок). 70,7% осіб були найманими працівниками, а 24,4% — самозайнятими.

## Клімат
Середня річна температура становить 3,8°C, середня максимальна – 19,6°C, а середня мінімальна – -12,7°C. Середня річна кількість опадів – 1 058 мм.
| Клімат поселення                              | Клімат поселення | Клімат поселення | Клімат поселення | Клімат поселення | Клімат поселення | Клімат поселення | Клімат поселення | Клімат поселення | Клімат поселення | Клімат поселення | Клімат поселення | Клімат поселення | Клімат поселення |
| Показник                                      | Січ.             | Лют.             | Бер.             | Квіт.            | Трав.            | Черв.            | Лип.             | Серп.            | Вер.             | Жовт.            | Лист.            | Груд.            |                  |
| Середній максимум, °C                         | −2,82            | −2,95            | 0,80             | 6,12             | 11,05            | 16,01            | 19,55            | 19,33            | 14,85            | 9,58             | 4,91             | −0,81            |                  |
| Середня температура, °C                       | −7,71            | −7,83            | −4,08            | 1,26             | 6,17             | 11,17            | 16,10            | 15,89            | 11,41            | 6,15             | 1,48             | −4,25            |                  |
| Середній мінімум, °C                          | −12,57           | −12,71           | −8,94            | −3,61            | 1,31             | 6,29             | 12,67            | 12,43            | 7,98             | 2,71             | −1,97            | −7,71            |                  |
| Норма опадів, мм                              | 89               | 82               | 73               | 66               | 78               | 87               | 85               | 103              | 106              | 104              | 92               | 93               |                  |
| Середньомісячна швидкість вітру, м/с          | 6.80             | 6.40             | 6.21             | 5.70             | 5.20             | 4.93             | 4.60             | 4.70             | 5.29             | 5.80             | 6.47             | 6.85             |                  |
| Середньомісячна сонячна радіація, кДж/м²·день | 3719             | 6656             | 10747            | 14396            | 17342            | 19028            | 18716            | 15712            | 11499            | 6795             | 3798             | 2784             |                  |
| --------------------------------------------- | ---------------- | ---------------- | ---------------- | ---------------- | ---------------- | ---------------- | ---------------- | ---------------- | ---------------- | ---------------- | ---------------- | ---------------- | ---------------- |
| Джерело:                                      |                  |                  |                  |                  |                  |                  |                  |                  |                  |                  |                  |                  |                  |